# St. Johannis (Urbach/Unstruttal)

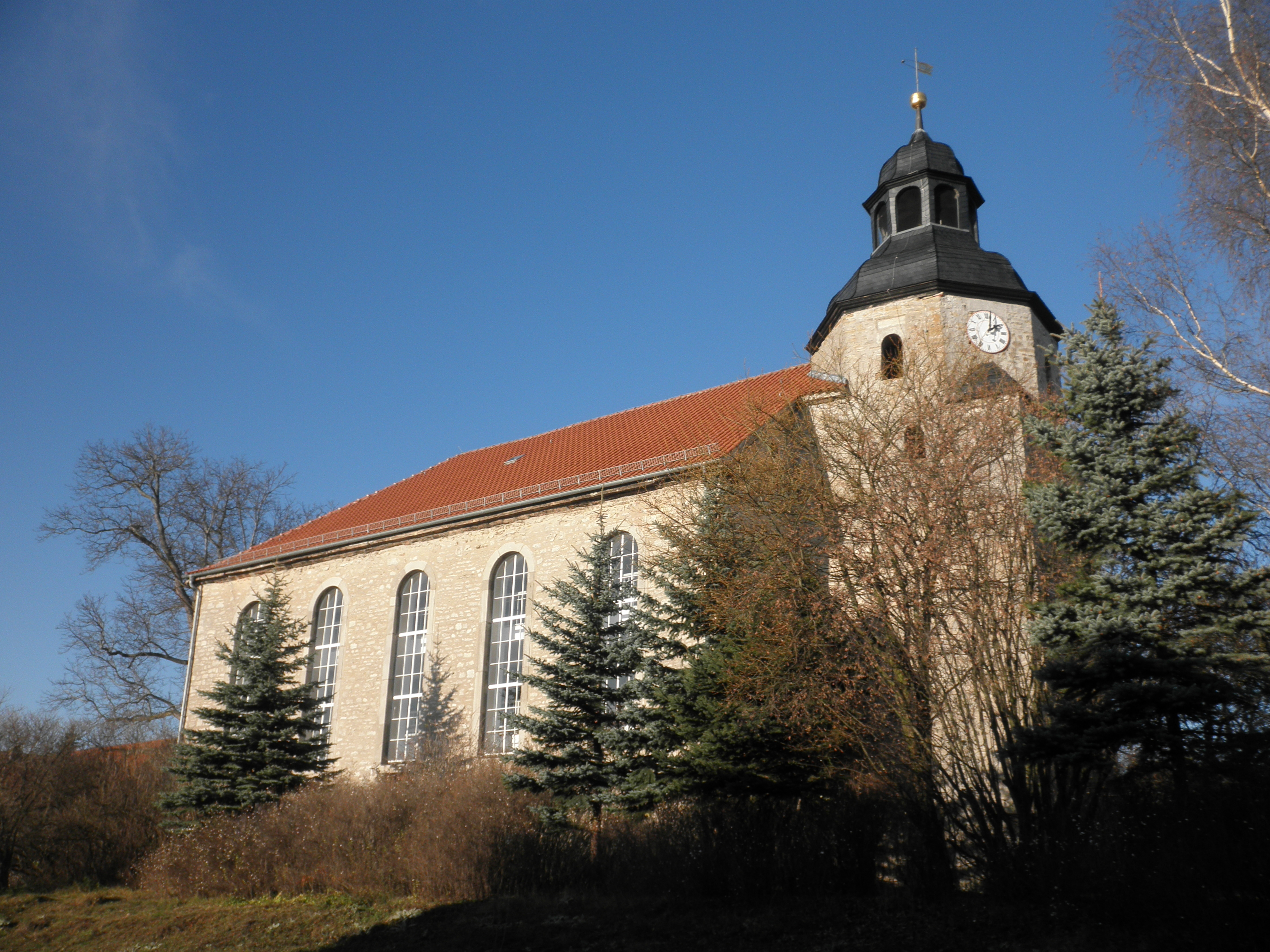
Die Kirche

Die evangelische Dorfkirche St. Johannis steht im Ortsteil Urbach der Gemeinde Unstruttal im Unstrut-Hainich-Kreis in Thüringen.

## Geschichte
Der bereits 1083 in Urbach stehende Kirchturm zählt zu den ältesten Kirchtürmen Thüringens. Er besaß einst eine Apsis. Im jüngeren Obergeschoss befinden sich teilweise vermauerte Rundbogenfenster. Das oktogonale Glockengeschoss und die geschweifte Haube werden dem 18. Jahrhundert zugeordnet. Im Turmerdgeschoss ist ein Kreuzgratgewölbe mit Resten mittelalterlich farbig gefasstem Putz zu sehen.  
Das als fünfachsiger Rechteckbau errichtete Kirchenschiff wurde 1838–1841 als Saalkirche in der heutigen Gestalt mit Bruchsteinmauerwerk und Rundbogenfenstern dem Turm beigefügt. Das Satteldach schließt oben den Bau. 
Innen, vom Turm ab gemauert, befindet sich ein flach gedeckter Saal mit zweigeschossigen Emporen auf toskanischen Säulen. Der Chorbogen ist vermauert. 
Der klassizistische Kanzelaltar trägt das Wappen der Fürsten von Schwarzburg-Sondershausen. Der Opferstock wird auf das 16. Jahrhundert datiert.